# 採型
採型（さいけい）とは、対象となる立体に砂などの粒子または合成樹脂などを接触させ、その形状を転写する作業を言う。産業分野や医療分野または趣味などで用いられる手法のひとつ。また、考古学的発掘調査では遺構のデータを取得するために用いられる場合もある。しばしば（特に模型の世界では）型どり（かた－）などと表現される。

## 医療分野

### その方法
体幹の採型…直立の場合、両上肢がギプス巻きの妨げとならないようにする必要がある。大きな装具の型を採る場合、義肢装具士が全ての作業を１人で行うことが困難な為、助手の義肢装具士や看護師などと一緒に協力して採型にあたる。また、助手のものは、石膏ギプスを溶かす微温湯の準備、採型中の患者の体調管理、ギプス包帯をほぐして義肢装具士に渡す役割でもある。体幹の採型では、ラップやストッキネット等で保護しているとは言うものの、石膏ギプスで覆われる部分が広いことから、作業時間が長くなったり、石膏が固まった後の重量、また、特に女性患者の場合は抵抗感が強いことも特徴である。
1. 装具の作製を受ける患者は、予めギプスで汚れないように、採型部位の衣服を脱ぎ、A.ストッキネットで覆う　B.ラップで覆うなどの準備をしておく。
2. 装具を作ろうとする部位のサイズを測り（採寸）、数箇所にマーキングを行い、ギプスを切り取る際のラインとして、紐を沿わせておく。
3. 石膏を含ませた『ギプス包帯』を微温湯に浸けて絞り、ほぐしてから巻き付ける。
4. できるだけ均一のテンションで巻き付ける。
5. 石膏が固まるまで待つ。
6. 石膏が固まったら、紐を引っ張り、カッターナイフでギプスを切り取る。
7. とれた型をもとに、義肢装具士が型を製作所に持ち帰って義肢・装具が製作される。

- 上肢の採型は主に椅子に腰掛けた状態で行われる。
- 下肢の採型は短下肢装具では椅子に腰掛けて行うことが多い。長下肢装具や骨盤付の場合には仰向けに寝て採型したりベッドに座って長座の姿勢をとる場合もある。

### その他
1. 採型は、ストッキネットやラップ等で患部を覆っているとはいうものの、石膏の生温かくてぬるぬるした独特な感触があり、抵抗を感じる患者も少なくない。特に、女性の患者は男性の義肢装具士から採型を受けることを望まない傾向も強い。女性の義肢装具士の養成の意見も既に上がり始め、少しずつではあるが、女性の義肢装具士も数を増やしてきている。
2. 採型を方式から見直そうという動きも若干見られる。患者の採型した身体の部位やギプス室の床が汚れるという問題があり、粉が飛散しないような速乾性の樹脂で採型したり、先進的な技術ではコンピュータで身体のラインをスキャンしてモデルを作成してしまうことも可能にはなってきている。

## 趣味分野
スクラッチビルドによる模型制作、ルアー自作、ガレージキットの商品生産など趣味の分野では、以下のように行う。
両面取り
最もスタンダードな方法
1. 平らに延ばした油粘土に原型を半分埋め込む。
2. 原型の周辺を板などで枠囲いする。
3. 枠の内部にシリコーンゴムを注入する。
4. シリコーンゴムの硬化後、油粘土を除去。原型は外さない。
5. シリコーンゴムに離型剤を塗布する。
6. 残り半分を同様に採型する。

一発取り
両面取りのような二段階の採型をせず、一度で原型全体を採型した後、切り裂いて分割をする。少ない工数で精度が高い型を作ることができる一方、型の分割が極めて難しい。
平面取り
自動車のエンブレムのような、原型の裏面が平面である部品に使われる方法。両面取りと一発取りの中間的な方法。型枠の内に裏面を下にしておいた状態で採型する。